# Salmo stomachicus
Salmo stomachicus är en fiskart som beskrevs av Günther, 1866. Salmo stomachicus ingår i släktet Salmo och familjen laxfiskar. Inga underarter finns listade i Catalogue of Life.
Denna fisk förekommer endemisk i sjön Lough Melvin på mellan Irland och Nordirland. Kanske finns även i andra irländska och skotska sjöar populationer. Individerna uppsöker under november och december sjöns grunda delar för äggens befruktning. Unga fiskar besöker angränsande vattendrag och vandrar senare åter till sjön. Födan utgörs av vattenlevande larver av nattsländor (Trichoptera), av sniglar och av andra ryggradslösa djur.
Beståndet hotas av övergödning och av introducerade främmande fiskar som utgör konkurrenter. IUCN kategoriserar arten globalt som sårbar.